# São Vicente e Granadinas nos Jogos Olímpicos de Verão de 2012
São Vicente e Granadinas competiu nos Jogos Olímpicos de Verão de 2012, que aconteceram na cidade de Londres, no Reino Unido, de 27 de julho até 12 de agosto de 2012.

## Atletismo
Masculino
| Atleta                 | Evento | Preliminar | Preliminar | Quartos-de-final | Quartos-de-final | Meias-finais | Meias-finais | Final       | Final       |
| Atleta                 | Evento | Marca      | Posição    | Marca            | Posição          | Marca        | Posição      | Marca       | Posição     |
| ---------------------- | ------ | ---------- | ---------- | ---------------- | ---------------- | ------------ | ------------ | ----------- | ----------- |
| Courtney Carl Williams | 100 m  | 10s80      | 3º/bat. 4  | Não avançou      | Não avançou      | Não avançou  | Não avançou  | Não avançou | Não avançou |

Feminino
| Atleta           | Evento | Fase de grupos | Fase de grupos | Quartas de final | Quartas de final | Semifinal | Semifinal | Final     | Final   |
| Atleta           | Evento | Resultado      | Posição        | Resultado        | Posição          | Resultado | Posição   | Resultado | Posição |
| ---------------- | ------ | -------------- | -------------- | ---------------- | ---------------- | --------- | --------- | --------- | ------- |
| Kineke Alexander | 400 m  |                |                | —                | —                |           |           |           |         |

## Natação
Masculino
| Atletas       | Evento     | Eliminatórias | Eliminatórias | Semifinal   | Semifinal   | Final       | Final       |
| Atletas       | Evento     | Tempo         | Posição       | Tempo       | Posição     | Tempo       | Posição     |
| ------------- | ---------- | ------------- | ------------- | ----------- | ----------- | ----------- | ----------- |
| Tolga Akcayli | 50 m livre | 26s27         | 45º           | Não avançou | Não avançou | Não avançou | Não avançou |